# Moda Brasil
A revista Moda Brasil foi uma publicação brasileira lançada em 1981 pela Rio Gráfica Editora que, em 1986, se transformaria na Editora Globo. Especializada em moda, sua principal editora foi Nettzy Carvajal, seguida de Cláudia Duarte. Profissionais de moda consagrados, como Rufina Poubel, Isa Goldberg, Silvia de Souza, Heloisa Marra, Cândida Dias Lopes, Débora Berman, Ivete Vieira Lopes, Paulo Martinez e Giovanni Frassson, trabalharam na publicação. Entre os vários fotógrafos de moda que trabalharam para a revista estão J.R. Duran, Bob Wolfenson, Gui Paganini, Luiz Garrido, Márcia Ramalho, Isabel Garcia, Nando Buco, Flavio Colker e Luiz Trípoli, entre outros. Entre os modelos que apareceram nos editoriais da revista estavam Karen Bertrand, Fabiana Scaranzi, Luiza Brunet, Betty Prado, Fabiana Kherlakian, Fernanda Barbosa, Hélio Passos, Zee Nunes, Ricardo Ramos, Décio Ribeiro e Jens Peter.
De acordo com relato da editora Cláudia Duarte à jornalista Heloisa Marra, a revista foi ideia do publicitário Felipe Zander e do jornalista Alberto Pecegueiro, que trabalhavam na Rio Gráfica e Editora à época e teriam convidado uma equipe de jovens profissionais com liberdade para criar imagens inovadoras nos editoriais de moda da nova publicação. O design gráfico estava a cargo do diretor de arte Ricardo Van Steen e do diretor de criação Ucho Carvalho. 
Moda Brasil se tornaria uma referência para a indústria da moda, especialmente no Rio de Janeiro, onde era produzida. Era publicada entre três e quatro vezes ao ano para o lançamento das principais tendências das estações do ano de acordo com o calendário da indústria da moda (outono-inverno, primavera-verão e alto verão), além de números especiais. Em algumas de suas edições, a Moda Brasil se assemelhava a um catálogo de anunciantes, mesmo formato adotado pela revista Claudia Moda, publicada em São Paulo pela Editora Abril. 
A Moda Brasil duraria cerca de dez anos e, de acordo com alguns autores, teria sido impactada pela criação de edições brasileiras de publicações de renome internacional, como Marie Claire, L'Officiel e Elle. 

## Editoriais de moda
Durante a década de 1980, as revistas Moda Brasil e Claudia Moda compartilharam por algum tempo a mesma fórmula para os editoriais de moda: ao invés de vários editoriais temáticos com modelos e fotógrafos diferentes, a revista tinha um único editorial  multi-temático com um grupo de modelos femininos e masculinos, um único fotógrafo e uma única locação. A fórmula era claramente inspirada nos editoriais criados pela lendária editora Diana Vreeland para as revistas Harper's Bazaar e a Vogue americana. Já em seu primeiro número, uma edição para a estação chamada de alto verão (que no calendário da indústria da moda cobre os meses de novembro e dezembro), o editorial foi inteiramente fotografado na cidade de Armação dos Búzios (RJ) por Luiz Trípoli. Alguns deses editorias, marcantes na fotografia de moda produzida no Brasil, tinham a assinatura da editora Nettzy Carvajal e de Trípoli.  